# Гарлемський ренесанс
Гарлемський ренесанс — інтелектуальний та культурний рух афроамериканців, який пережив свій розквіт у 1920—1930-х роках. Названий на честь району у Нью-Йорці, куди у той час масово емігрували темношкірі під час Великого переселення афроамериканців.
Гарлемський ренесанс вплинув також на франкомовних темношкірих авторів. Важливим наслідком цього руху стало також започаткування "Можливості" — одним із перших журналів, присвячених афроамериканській проблематиці.